# Santi Biagio e Carlo ai Catinari (titre cardinalice)
La diaconie de Santi Biagio e Carlo ai Catinari est un titre cardinalice, institué le 2 décembre 1959 par le pape Jean XXIII dans la constitution apostolique Quos nationum.
En 1587, Sixte V créé le titre San Biagio dell'Anello. L'église est détruite et le titre est transféré en 1616 par Paul V vers une nouvelle église donnant le titre de San Carlo ai Catinari lui-même supprimé en 1627 par Urbain VIII. En souvenir de la première église, cette nouvelle église prend le nom des deux saints Biagio et Carlo.

## Titulaires
- Arcadio María Larraona Saralegui, CMF (1959-1969)
- Luigi Raimondi (1973-1975)
- Giuseppe Maria Sensi (1976-1987)
- Angelo Felici (1988-1999), titre pro hac vice (1999-2007)
- Leonardo Sandri (2007-2018), titre épiscopal pro hac vice (2018- )

## Sources
- (it) Cet article est partiellement ou en totalité issu de l’article de Wikipédia en italien intitulé « Santi Biagio e Carlo ai Catinari (diaconia) » (voir la liste des auteurs).